# Bianca Bonnie
Bianca Dupree (Harlem, 1 de julio de 1991), conocida como Bianca Bonnie (antes Young B), es una rapera, cantante, compositora y personalidad televisiva estadounidense. Nacida en Harlem, Nueva York, ganó reconocimiento por primera vez después de aparecer en el álbum debut de Webstar en 2006, Caught in the Web. El sencillo principal "Chicken Noodle Soup" alcanzó el puesto 45 en el Billboard Hot 100 y se convirtió en la canción insignia de Dupree.

## Primeros años
Bianca Bonnie nació el 1 de julio de 1991 de Ronald y Ellen Dupree en Harlem, Nueva York, la tercera de los cinco hijos. Creció en Jefferson Projects y fue parte del grupo Rich Girls. Se educó en la Essex Street Academy después de matricularse en la Universidad de Nueva York.

## Carrera
En 2015, Dupree se une al elenco de reparto de la serie de telerrealidad VH1 junto a sus amigos Cardi B y Mariahlynn en Love & Hip Hop: New York en la sexta temporada. Fue ascendida al elenco principal en la séptima y octava temporada del programa.
En septiembre de 2019 atrajo la atención internacional después de que el grupo masculino coreano BTS lanzase una nueva versión de la canción "Chiken Noodle Soup" con la cantante estadounidense Becky G.
En enero de 2020, se unió a su novio Chozus en la segunda edición de hip-hop del programa de televisión WE "Marriage Boot Camp: Reality Stars" para intentar reparar su relación. En la alfombra roja del estreno de la temporada de Hip-Hop Edition, anunció que ella y Chozus estaban esperando un bebé.

## Discografía
- The 9th Year (2016)
- 10 Plus (2018)
- 10 Plus Times 2 (2020)

## Filmografía

### Televisión
| Año       | Título                         | Notas        |
| --------- | ------------------------------ | ------------ |
| 2006      | Showtime at the Apollo         | 1 episodio   |
| 2016      | Love & Hip Hop: Check Yourself | 7 episodios  |
| 2017      | Kimberly Noel Youtube          |              |
| 2015-2018 | Love and Hip Hop: New York     | 44 episodios |